# Walther Bacmeister (Jurist)
Walther Bacmeister (auch: Walter; * 21. Februar 1873 in Niederstetten; † 14. Juni 1966 in Stuttgart) war ein deutscher Jurist und Ornithologe.

## Leben und Wirken
Walther Bacmeister wuchs in einem evangelischen Pfarrhaus auf.
Abstammend aus der württembergischen Linie der ursprünglich niedersächsischen Familie Bacmeister begann der Sohn des Oberkirchenrats Karl Albert Wilhelm Bacmeister (1845–1920) und der Auguste Gertz (1845–1929) nach seinem Abitur zunächst eine Offizierslaufbahn, entschied sich jedoch zum Studium der Rechtswissenschaften. Nach seinen Staatsprüfungen und Referendarjahren erhielt Bacmeister im Jahr 1905 eine Anstellung als Staatsanwalt in Heilbronn. Diese Tätigkeit versah er bis 1928, nur unterbrochen von seinem Militärdienst im Rang eines Hauptmanns sowohl an der Ost- als auch an der Westfront während des Ersten Weltkrieges. 
Im Herbst 1913 war er zuständiger Staatsanwalt für den Amoklauf von Ernst Wagner in Mühlhausen an der Enz. Rückblickend auf den Fall Wagner sprach er sich 1940 für eine „Handhabe zur Unschädlichmachung und Beseitigung von Volksschädlingen“ aus. Im selben Jahr begann im Zuge der Aktion T4 auch die Deportation und Ermordung der Insassen der Heilanstalt Winnenthal bei Winnenden, in der Wagner bis zu dessen Tod untergebracht war. 
Im Jahre 1928 folgte er einem Ruf nach Stuttgart, wo er bis zu seiner Pensionierung 1938 das Amt eines Oberstaatsanwaltes bekleidete. Einige Jahre später war er im Verlauf des Zweiten Weltkrieges noch vereinzelt als Richter tätig. 
Schon von frühester Jugend an setzte sich Bacmeister wissenschaftlich mit der Ornithologie auseinander und hier im Besonderen mit der Ausbreitung heimischer Vogelarten in Südwestdeutschland. Sogar während seiner Militäreinsätze ging er seinem Hobby nach, beobachtete an seinen verschiedenen Einsatzorten das Auftreten unterschiedlicher Vogelarten und verfasste darüber ausführliche Publikationen. Dabei lernte er unter anderem den Theologen und Biologen Otto Kleinschmidt kennen, mit welchem er in der Folgezeit gemeinsam mehrere Aufsätze veröffentlichte.
Während seiner späteren Stuttgarter Jahre waren für ihn sowohl die Neuaufstellung eines Hauptverzeichnisses der Jahreshefte des Vereins für Vaterländische Naturkunde in Württemberg sowie ein umfassendes Verzeichnis des vogelkundlichen Schrifttums in Württemberg bis zum Jahre 1943 und die ausführlichen Darstellungen der württembergischen Naturforscher Theodor Heuglin, Christian Ludwig Landbeck und David Friedrich Weinland von besonderer Bedeutung. Ein besonderes Verdienst Bacmeisters war dabei die Bereitstellung umfangreichen Materials für das Staatliche Museum für Naturkunde Stuttgart und für die Vogelwarte Radolfzell als Grundstock für eine spätere Ausarbeitung über die Tierwelt des Landes.
Walther Bacmeister war unter anderem Mitglied der Deutschen Ornithologischen Gesellschaft und Ehrenmitglied des Schwäbischen Heimatbundes.
Darüber hinaus widmete sich Bacmeister intensiv der ab 1530 lückenlosen genealogischen und historischen Erforschung der Familie Bacmeister und war viele Jahre im Vorstand des Familienverbandes aktiv.
In Anerkennung seiner zahlreichen Verdienste wurde Walther Bacmeister mit dem Bundesverdienstkreuz Erster Klasse ausgezeichnet.

## Familie
Walther Bacmeister war verheiratet mit Anna Kauzmann (1875–1951), die ihm zwei Töchter und den Sohn Arnold Bacmeister (1907–1994) gebar. Dieser war von 1938 bis 1945 als Oberregierungsrat Leiter der Filmprüfstelle im Reichsministerium für Volksaufklärung und Propaganda in Berlin und geriet anschließend in sowjetische Gefangenschaft. Bis 1950 war er zunächst im Speziallager Nr. 2 Buchenwald inhaftiert und wurde anschließend im Rahmen der Waldheimer Prozesse noch zu weiteren 18 Jahren Zuchthaus verurteilt. Ende 1955 wurde er vorzeitig aus der Haft entlassen. Die Eindrücke dieser Jahre schrieb Arnold Bacmeister in seiner  Autobiografie „Der lange Weg nach Buchenwald“, erschienen 1992 im Berliner Frieling-Verlag, nieder.

## Werke (Auswahl)
- Einige ornithologische Notizen aus Graubünden, R. Friedländer & Sohn, Berlin, 1913
- Walther Bacmeister und Otto Kleinschmidt: Aegithalos caudatus expugnatus forma nova. Gebauer-Schwetschke, Halle a. d. Saale, 1916
- Aufzeichnungen über den Bestand der Argonnenvögel. Gebauer-Schwetschke, Halle a. d. Saale, 1916
- Vorkommen der Weidenmeise im nördlichen Argonnerwald, Gebauer-Schwetschke, Halle a. d. Saale, 1916
- Beitrag zu Avifauna von Ostpolen, Gebauer-Schwetschke, Halle a. d. Saale, 1916
- In welche Nester legen die württembergischen Kuckucke hauptsächlich ihre Eier, v. Tschusi zu Schmidthofen, 1917
- Zur Ornithologie des württembergischen Schwarzwalds, Mahlau & Waldschmidt, Frankfurt a. M., 1917
- Zum Vorkommen des Zaunammers (Emberiza cirlus L.) insbesondere in Nordostfrankreich. Friedländer & Sohn, Berlin 1917
- Theodor Heuglin, Forschungsreisender, 1824–1876. In: Schwäbische Lebensbilder V., 1950, S. 396–423.
- Christian Ludwig Landbeck : Landwirt u. Naturforscher 1807–1890, Staatliches Museum für Naturkunde, Stuttgart, 1950
- Hauptverzeichnis zu den Jahrgängen 71–106 (1915–1950) der Jahreshefte des Vereins für Vaterländische Naturkunde in Württemberg, Verein für vaterländische Naturkunde in Württemberg, Stuttgart, 1953
- Verzeichnis des vogelkundlichen Schrifttums in Württemberg bis zum Jahre 1943, Verein für vaterländische Naturkunde in Württemberg, Stuttgart, 1953
- Die Reise des D. Lucas Bacmeister nach Österreich im Jahre 1580 In: Mecklenburgische Jahrbücher, Rostock, 1931 google-online (Memento vom 17. September 2004 im Internet Archive)
- Die Bacmeister'schen Urkunden in der Württembergischen Landesbibliothek in Stuttgart, Stuttgart, 1936
- Der Massenmörder und Brandstifter Wagner, Archiv für Kriminologie 106 (1940), S. 16–35, 68–76, 129–136